# كارلوس بونيلا تشافيز
كارلوس بونيلا تشافيز (بالإسبانية: Carlos Bonilla Chávez)‏ هو عازف الغيتار الكلاسيكي وملحن إكوادوري وكولومبي، ولد في 21 مارس 1923، وتوفي في 10 يناير 2010.